# Ran the Peerless Beauty
Ran the Peerless Beauty (jap. 高嶺の蘭さん Takane no Ran-san) ist eine Manga-Serie von Mangaka Ammitsu, die von 2017 bis 2021 in Japan erschien. Der romantische Manga wurde in mehrere Sprachen übersetzt. 

## Inhalt
Die schöne, stets modische und kluge Ran Takamine ist zwar die Beste in ihrer Klasse an der Oberschule, doch hat sie kaum Kontakt zu ihren Mitschülern. Dabei hätte sie so gern endlich einen festen Freund, wie bereits einige der anderen Mädchen in der Klasse. Aber da es neben ihren sonstigen Vorzügen auch heißt, dass Ran aus einem reichen Hause kommt, trauen sich die Jungs kaum, sie anzusprechen. So verbringt sie ihre Zeit damit, sich um den Garten der Schule zu kümmert. Doch erwischt sie beim Gießen versehentlich auch ihren Mitschüler Akira Saeki, dem das aber nichts ausmacht. Von da an treffen sich die beiden immer wieder und Ran beginnt, mit ihrer Freundin Tomo für Akira zu schwärmen. Als sie erfährt, dass Akiras Familie einen Blumenladen führt, ist sie umso mehr von ihm angetan.

## Veröffentlichung
Der Manga erschien zunächst von 2017 bis 2020 im Magazin Bessatsu Friend beim Verlag Kodansha, ehe dieser die Kapitel gesammelt in zehn Bänden herausbrachte. Diese verkauften sich bis zu 15.000 Mal in der ersten Woche nach Veröffentlichung.
Eine deutsche Fassung erschien von Mai 2021 bis Februar 2023 vollständig bei Tokyopop in einer Übersetzung von Hana Rude. Auf Englisch erscheint die Serie bei Kodansha Comics, dem amerikanischen Ableger von Kodansha.